# 3854 George
3854 George è un asteroide areosecante. Scoperto nel 1983, presenta un'orbita caratterizzata da un semiasse maggiore pari a 1,8926158 UA e da un'eccentricità di 0,1340163, inclinata di 24,20744° rispetto all'eclittica.